# ECHL 2016/17
Die Saison 2016/17 war die 29. Spielzeit der ECHL. Alle 27 Mannschaften bestritten in der regulären Saison, die vom 14. Oktober 2016 bis zum 9. April 2017 ausgetragen wurde, je 72 Spiele. Anschließend folgten die Playoffs um den Kelly Cup, den am 5. Juni 2017 zum ersten Mal in ihrer Historie die Colorado Eagles gewannen.

## Teamänderungen
Die Evansville IceMen wurden nach Owensboro, Kentucky verlegt und werden dort erst mit Beginn der Saison 2017/18 am Spielbetrieb teilnehmen, sodass das Franchise in dieser Saison pausiert. Außerdem änderten diverse Mannschaften ihre Kooperationspartner aus American Hockey League und National Hockey League.

## Modus
Aus den erst ein Jahr zuvor eingeführten sechs Divisionen wurden nun wieder vier; die Aufteilung in zwei Conferences blieb erhalten. Für die Playoffs qualifizieren sich die jeweils vier punktbesten Mannschaften jeder Division, die in den ersten beiden Playoff-Runden zuerst einen Divisionssieger ausspielen, der dann im Conference-Finale antritt. Zudem ist es den Teams nun – analog zur American Hockey League – nach einem eigenen Icing nicht mehr möglich, ihre Auszeit zu nutzen.

## Reguläre Saison
| Adirondack |

| Brampton |

| Elmira |

| Manchester |

| Reading |

| Wheeling |

| Atlanta |

| Cincinnati |

| Florida |

| Greenville |

| Norfolk |

| Orlando |

| South Carolina |

| Fort Wayne |

| Indy |

| Kalamazoo |

| Quad City |

| Toledo |

| Tulsa |

| Wichita |

| Alaska |

| Allen |

| Colorado |

| Idaho |

| Missouri |

| Rapid City |

| Utah |

### Abschlusstabellen
Abkürzungen: GP = Spiele, W = Siege, L = Niederlagen, OTL = Niederlage nach Overtime, SOL = Niederlage nach Shootout, GF = Erzielte Tore, GA = Gegentore, Pts = Punkte

Erläuterungen: Playoff-Qualifikation, Henry-Brabham-Cup-Sieger

#### Eastern Conference
| North Division      | GP | W  | L  | OTL | SOL | GF  | GA  | Pts |
| ------------------- | -- | -- | -- | --- | --- | --- | --- | --- |
| Adirondack Thunder  | 72 | 41 | 20 | 7   | 4   | 266 | 218 | 93  |
| Reading Royals      | 72 | 41 | 25 | 4   | 2   | 255 | 217 | 88  |
| Brampton Beast      | 72 | 40 | 24 | 3   | 5   | 263 | 256 | 88  |
| Manchester Monarchs | 72 | 37 | 24 | 7   | 4   | 264 | 252 | 85  |
| Wheeling Nailers    | 72 | 34 | 30 | 8   | 0   | 244 | 239 | 76  |
| Elmira Jackals      | 72 | 17 | 47 | 7   | 1   | 171 | 279 | 42  |

| South Division           | GP | W  | L  | OTL | SOL | GF  | GA  | Pts |
| ------------------------ | -- | -- | -- | --- | --- | --- | --- | --- |
| Florida Everblades       | 72 | 46 | 21 | 2   | 3   | 275 | 219 | 97  |
| Greenville Swamp Rabbits | 72 | 40 | 26 | 5   | 1   | 251 | 252 | 86  |
| South Carolina Stingrays | 72 | 40 | 28 | 3   | 1   | 227 | 211 | 84  |
| Orlando Solar Bears      | 72 | 36 | 26 | 7   | 3   | 260 | 258 | 82  |
| Cincinnati Cyclones      | 72 | 36 | 29 | 6   | 1   | 200 | 209 | 79  |
| Atlanta Gladiators       | 72 | 27 | 37 | 6   | 2   | 234 | 278 | 62  |
| Norfolk Admirals         | 72 | 26 | 40 | 6   | 0   | 214 | 271 | 58  |

#### Western Conference
| Central Division   | GP | W  | L  | OTL | SOL | GF  | GA  | Pts |
| ------------------ | -- | -- | -- | --- | --- | --- | --- | --- |
| Toledo Walleye     | 72 | 51 | 17 | 2   | 2   | 302 | 191 | 106 |
| Fort Wayne Komets  | 72 | 45 | 19 | 6   | 2   | 264 | 210 | 98  |
| Quad City Mallards | 72 | 40 | 28 | 2   | 2   | 232 | 220 | 84  |
| Kalamazoo Wings    | 72 | 38 | 30 | 1   | 3   | 222 | 237 | 80  |
| Tulsa Oilers       | 72 | 27 | 37 | 6   | 2   | 194 | 241 | 62  |
| Indy Fuel          | 72 | 23 | 42 | 3   | 4   | 196 | 290 | 53  |
| Wichita Thunder    | 72 | 21 | 44 | 6   | 1   | 189 | 278 | 49  |

| Mountain Division  | GP | W  | L  | OTL | SOL | GF  | GA  | Pts |
| ------------------ | -- | -- | -- | --- | --- | --- | --- | --- |
| Allen Americans    | 72 | 49 | 17 | 4   | 2   | 294 | 203 | 106 |
| Colorado Eagles    | 72 | 47 | 20 | 2   | 3   | 265 | 206 | 99  |
| Idaho Steelheads   | 72 | 43 | 22 | 5   | 2   | 234 | 206 | 93  |
| Utah Grizzlies     | 72 | 36 | 29 | 5   | 2   | 225 | 240 | 79  |
| Missouri Mavericks | 72 | 33 | 30 | 4   | 5   | 233 | 241 | 75  |
| Alaska Aces        | 72 | 32 | 30 | 3   | 7   | 219 | 230 | 74  |
| Rapid City Rush    | 72 | 26 | 38 | 8   | 0   | 215 | 256 | 60  |

### Beste Scorer
Abkürzungen: GP = Spiele, G = Tore, A = Assists, Pts = Punkte, +/- = Plus/Minus, PIM = Strafminuten; Fett: Saisonbestwert
| Spieler              | Team                     | GP | G  | A  | Pts | PIM |
| -------------------- | ------------------------ | -- | -- | -- | --- | --- |
| Chad Costello        | Allen Americans          | 72 | 33 | 89 | 122 | 42  |
| Casey Pierro-Zabotel | Colorado Eagles          | 72 | 24 | 64 | 88  | 47  |
| Shane Berschbach     | Toledo Walleye           | 70 | 18 | 68 | 86  | 25  |
| Brant Harris         | Florida Everblades       | 67 | 32 | 51 | 83  | 47  |
| David Vallorani      | Brampton Beast           | 61 | 32 | 51 | 83  | 28  |
| David Pacan          | Brampton Beast           | 67 | 41 | 41 | 82  | 26  |
| Matt Garbowsky       | Colorado Eagles          | 72 | 36 | 45 | 81  | 54  |
| Brendan O’Donnell    | Florida Everblades       | 61 | 41 | 39 | 80  | 39  |
| Luke Salazar         | Colorado Eagles          | 72 | 30 | 47 | 77  | 18  |
| Angelo Miceli        | Greenville Swamp Rabbits | 68 | 22 | 55 | 77  | 48  |

### Beste Torhüter
Die kombinierte Tabelle zeigt die jeweils drei besten Torhüter in den Kategorien Gegentorschnitt und Fangquote sowie die jeweils Führenden in den Kategorien Shutouts und Siege.
Abkürzungen: GP = Spiele, TOI = Eiszeit (in Minuten), W = Siege, L = Niederlagen, OTL = Overtime-Niederlagen, GA = Gegentore, SO = Shutouts, Sv% = gehaltene Schüsse (in %), GAA = Gegentorschnitt; Fett: Saisonbestwert
Es werden nur Torhüter erfasst, die mindestens 1440 Minuten absolviert haben. Sortiert nach bestem Gegentorschnitt.
| Spieler        | Team                | GP | TOI  | W  | L  | OTL | GA  | SO | Sv%  | GAA  |
| -------------- | ------------------- | -- | ---- | -- | -- | --- | --- | -- | ---- | ---- |
| Landon Bow     | Idaho Steelheads    | 27 | 1556 | 19 | 6  | 2   | 54  | 3  | 93,3 | 2,08 |
| Riley Gill     | Allen Americans     | 43 | 2376 | 32 | 7  | 2   | 88  | 7  | 93,5 | 2,22 |
| Jake Paterson  | Toledo Walleye      | 49 | 2919 | 34 | 13 | 1   | 111 | 7  | 91,8 | 2,28 |
| Michael Houser | Cincinnati Cyclones | 41 | 2300 | 22 | 14 | 2   | 99  | 2  | 91,9 | 2,58 |

## Playoffs

### Playoff-Baum
|  | Division-Halbfinale | Division-Halbfinale      | Division-Halbfinale      |                          |                          | Division-Finale | Division-Finale | Division-Finale |  |  | Conference-Finale | Conference-Finale | Conference-Finale |  |  | Kelly-Cup-Finale | Kelly-Cup-Finale | Kelly-Cup-Finale |
|  |                     |                          |                          |                          |                          |                 |                 |                 |  |  |                   |                   |                   |  |  |                  |                  |                  |
|  | N1                  | Adirondack Thunder       | 2                        |                          |                          |                 |                 |                 |  |  |                   |                   |                   |  |  |                  |                  |                  |
|  | N4                  | Manchester Monarchs      | 4                        |                          |                          |                 |                 |                 |  |  |                   |                   |                   |  |  |                  |                  |                  |
|  | N4                  | Manchester Monarchs      | 4                        | N4                       | Manchester Monarchs      | 4               |                 |                 |  |  |                   |                   |                   |  |  |                  |                  |                  |
|  |                     |                          |                          | N4                       | Manchester Monarchs      | 4               |                 |                 |  |  |                   |                   |                   |  |  |                  |                  |                  |
|  |                     |                          | N3                       | Brampton Beast           | 2                        |                 |                 |                 |  |  |                   |                   |                   |  |  |                  |                  |                  |
|  | N2                  | Reading Royals           | N3                       | Brampton Beast           | 2                        | 2               |                 |                 |  |  |                   |                   |                   |  |  |                  |                  |                  |
|  | N2                  | Reading Royals           |                          |                          |                          | 2               |                 |                 |  |  |                   |                   |                   |  |  |                  |                  |                  |
|  | N3                  | Brampton Beast           | 4                        |                          |                          |                 |                 |                 |  |  |                   |                   |                   |  |  |                  |                  |                  |
|  | N3                  | Brampton Beast           | 4                        | N4                       | Manchester Monarchs      | 3               |                 |                 |  |  |                   |                   |                   |  |  |                  |                  |                  |
|  |                     |                          |                          | N4                       | Manchester Monarchs      | 3               |                 |                 |  |  |                   |                   |                   |  |  |                  |                  |                  |
|  |                     | S3                       | South Carolina Stingrays | 4                        |                          |                 |                 |                 |  |  |                   |                   |                   |  |  |                  |                  |                  |
|  | S1                  | S3                       | South Carolina Stingrays | 4                        | Florida Everblades       | 4               |                 |                 |  |  |                   |                   |                   |  |  |                  |                  |                  |
|  | S1                  |                          |                          |                          | Florida Everblades       | 4               |                 |                 |  |  |                   |                   |                   |  |  |                  |                  |                  |
|  | S4                  | Orlando Solar Bears      | 3                        |                          |                          |                 |                 |                 |  |  |                   |                   |                   |  |  |                  |                  |                  |
|  | S4                  | Orlando Solar Bears      | 3                        | S1                       | Florida Everblades       | 1               |                 |                 |  |  |                   |                   |                   |  |  |                  |                  |                  |
|  |                     |                          |                          | S1                       | Florida Everblades       | 1               |                 |                 |  |  |                   |                   |                   |  |  |                  |                  |                  |
|  |                     |                          | S3                       | South Carolina Stingrays | 4                        |                 |                 |                 |  |  |                   |                   |                   |  |  |                  |                  |                  |
|  | S2                  | Greenville Swamp Rabbits | S3                       | South Carolina Stingrays | 4                        | 2               |                 |                 |  |  |                   |                   |                   |  |  |                  |                  |                  |
|  | S2                  | Greenville Swamp Rabbits |                          |                          |                          |                 |                 |                 |  |  |                   |                   |                   |  |  |                  |                  |                  |
|  | S3                  | South Carolina Stingrays | 4                        |                          |                          |                 |                 |                 |  |  |                   |                   |                   |  |  |                  |                  |                  |
|  | S3                  | South Carolina Stingrays | 4                        | S3                       | South Carolina Stingrays | 0               |                 |                 |  |  |                   |                   |                   |  |  |                  |                  |                  |
|  |                     |                          |                          |                          |                          |                 |                 |                 |  |  |                   |                   |                   |  |  |                  |                  |                  |
|  |                     | M2                       | Colorado Eagles          | 4                        |                          |                 |                 |                 |  |  |                   |                   |                   |  |  |                  |                  |                  |
|  | C1                  | M2                       | Colorado Eagles          | 4                        | Toledo Walleye           | 4               |                 |                 |  |  |                   |                   |                   |  |  |                  |                  |                  |
|  | C1                  |                          |                          |                          | Toledo Walleye           | 4               |                 |                 |  |  |                   |                   |                   |  |  |                  |                  |                  |
|  | C4                  | Kalamazoo Wings          | 3                        |                          |                          |                 |                 |                 |  |  |                   |                   |                   |  |  |                  |                  |                  |
|  | C4                  | Kalamazoo Wings          | 3                        | C1                       | Toledo Walleye           | 4               |                 |                 |  |  |                   |                   |                   |  |  |                  |                  |                  |
|  |                     |                          |                          | C1                       | Toledo Walleye           | 4               |                 |                 |  |  |                   |                   |                   |  |  |                  |                  |                  |
|  |                     |                          | C2                       | Fort Wayne Komets        | 1                        |                 |                 |                 |  |  |                   |                   |                   |  |  |                  |                  |                  |
|  | C2                  | Fort Wayne Komets        | C2                       | Fort Wayne Komets        | 1                        | 4               |                 |                 |  |  |                   |                   |                   |  |  |                  |                  |                  |
|  | C2                  | Fort Wayne Komets        |                          |                          |                          | 4               |                 |                 |  |  |                   |                   |                   |  |  |                  |                  |                  |
|  | C3                  | Quad City Mallards       | 1                        |                          |                          |                 |                 |                 |  |  |                   |                   |                   |  |  |                  |                  |                  |
|  | C3                  | Quad City Mallards       | 1                        | C1                       | Toledo Walleye           | 1               |                 |                 |  |  |                   |                   |                   |  |  |                  |                  |                  |
|  |                     |                          |                          | C1                       | Toledo Walleye           | 1               |                 |                 |  |  |                   |                   |                   |  |  |                  |                  |                  |
|  |                     | M2                       | Colorado Eagles          | 4                        |                          |                 |                 |                 |  |  |                   |                   |                   |  |  |                  |                  |                  |
|  | M1                  | M2                       | Colorado Eagles          | 4                        | Allen Americans          | 4               |                 |                 |  |  |                   |                   |                   |  |  |                  |                  |                  |
|  | M1                  |                          |                          |                          |                          |                 |                 |                 |  |  |                   |                   |                   |  |  |                  |                  |                  |
|  | M4                  | Utah Grizzlies           | 1                        |                          |                          |                 |                 |                 |  |  |                   |                   |                   |  |  |                  |                  |                  |
|  | M4                  | Utah Grizzlies           | 1                        | M1                       | Allen Americans          | 2               |                 |                 |  |  |                   |                   |                   |  |  |                  |                  |                  |
|  |                     |                          |                          | M1                       | Allen Americans          | 2               |                 |                 |  |  |                   |                   |                   |  |  |                  |                  |                  |
|  |                     |                          | M2                       | Colorado Eagles          | 4                        |                 |                 |                 |  |  |                   |                   |                   |  |  |                  |                  |                  |
|  | M2                  | Colorado Eagles          | M2                       | Colorado Eagles          | 4                        | 4               |                 |                 |  |  |                   |                   |                   |  |  |                  |                  |                  |
|  | M2                  | Colorado Eagles          |                          |                          |                          |                 |                 |                 |  |  |                   |                   |                   |  |  |                  |                  |                  |
|  | M3                  | Idaho Steelheads         | 1                        |                          |                          |                 |                 |                 |  |  |                   |                   |                   |  |  |                  |                  |                  |

### Kelly-Cup-Sieger
| Kelly-Cup-Sieger Colorado Eagles | Alex Belzile, Sergei Boikow, Darryl Bootland, Matthew Brown, Matt Garbowsky, Mason Geertsen, Lukas Hafner, Ryan Harrison, Jackson Houck, Sam Jardine, Johnny Lazo, Cam Maclise, Jake Marto, Julien Nantel, Casey Pierro-Zabotel, Matt Register, Luke Salazar, Michael Sdao, Kent Simpson, Shawn St-Amant, Teigan Zahn, Sean Zimmerman Trainer: Aaron Schneekloth |

### Beste Scorer
Abkürzungen: GP = Spiele, G = Tore, A = Assists, Pts = Punkte, +/- = Plus/Minus, PIM = Strafminuten; Fett: Saisonbestwert
| Spieler             | Team                     | GP | G  | A  | Pts | PIM |
| ------------------- | ------------------------ | -- | -- | -- | --- | --- |
| Alex Belzile        | Colorado Eagles          | 18 | 14 | 12 | 26  | 38  |
| Matt Register       | Colorado Eagles          | 20 | 8  | 16 | 24  | 18  |
| Rob Flick           | South Carolina Stingrays | 22 | 11 | 11 | 22  | 51  |
| Matt Leitner        | Manchester Monarchs      | 19 | 8  | 14 | 22  | 12  |
| Kyle Bonis          | Toledo Walleye           | 17 | 10 | 8  | 18  | 2   |
| Tyson Spink         | Toledo Walleye           | 17 | 7  | 11 | 18  | 12  |
| Domenic Monardo     | South Carolina Stingrays | 22 | 6  | 12 | 18  | 41  |
| Jake Marto          | Colorado Eagles          | 20 | 5  | 13 | 18  | 6   |
| Olivier Archambault | South Carolina Stingrays | 22 | 7  | 10 | 17  | 28  |
| Kelly Zajac         | South Carolina Stingrays | 22 | 6  | 11 | 17  | 2   |

### Beste Torhüter
Die kombinierte Tabelle zeigt die jeweils drei besten Torhüter in den Kategorien Gegentorschnitt und Fangquote sowie die jeweils Führenden in den Kategorien Shutouts und Siege.
Abkürzungen: GP = Spiele, TOI = Eiszeit (in Minuten), W = Siege, L = Niederlagen, OTL = Overtime-Niederlagen, GA = Gegentore, SO = Shutouts, Sv% = gehaltene Schüsse (in %), GAA = Gegentorschnitt; Fett: Saisonbestwert
Es werden nur Torhüter erfasst, die mindestens 180 Minuten absolviert haben. Sortiert nach bestem Gegentorschnitt.
| Spieler          | Team                     | GP | TOI  | W  | L | OTL | GA | SO | Sv%  | GAA  |
| ---------------- | ------------------------ | -- | ---- | -- | - | --- | -- | -- | ---- | ---- |
| Mark Dekanich    | Reading Royals           | 6  | 406  | 2  | 2 | 2   | 11 | 0  | 95,4 | 1,62 |
| Alex Nedeljkovic | Florida Everblades       | 7  | 406  | 1  | 4 | 1   | 13 | 0  | 93,0 | 1,92 |
| Zachary Fucale   | Brampton Beast           | 11 | 704  | 6  | 5 | 0   | 25 | 0  | 93,2 | 2,13 |
| Ryan Massa       | Orlando Solar Bears      | 4  | 252  | 3  | 0 | 1   | 9  | 0  | 94,1 | 2,14 |
| Parker Milner    | South Carolina Stingrays | 22 | 1409 | 12 | 8 | 2   | 54 | 3  | 91,9 | 2,30 |
| Lukas Hafner     | Colorado Eagles          | 16 | 1037 | 14 | 2 | 0   | 42 | 0  | 90,3 | 2,43 |

## Auszeichnungen

### Vergebene Trophäen
| Auszeichnung                                                                   | Spieler                  | Team                     |
| ------------------------------------------------------------------------------ | ------------------------ | ------------------------ |
| John Brophy Award Bester Trainer                                               | Dan Watson               | Toledo Walleye           |
| ECHL Most Valuable Player Bester Spieler der regulären Saison                  | Chad Costello            | Allen Americans          |
| Kelly Cup Playoffs Most Valuable Player Bester Spieler der Playoffs            | Matt Register            | Colorado Eagles          |
| ECHL Rookie of the Year Bester Rookie der regulären Saison                     | Tyson Spink              | Toledo Walleye           |
| ECHL Goaltender of the Year Bester Torwart der regulären Saison                | Riley Gill               | Allen Americans          |
| ECHL Defenseman of the Year Bester Verteidiger der regulären Saison            | Matt Register            | Colorado Eagles          |
| ECHL Leading Scorer Bester Scorer der regulären Saison                         | Chad Costello            | Allen Americans          |
| ECHL Plus Performer Award Spieler mit der besten Plus/Minus-Bilanz             | Joël Chouinard           | Allen Americans          |
| ECHL Sportsmanship Award Hoher sportlicher Standard und vorbildliches Benehmen | Shane Berschbach         | Toledo Walleye           |
| ECHL General Manager of the Year Award Bester General Manager der Saison       | Chris Stewart            | Colorado Eagles          |
| Kelly Cup Gewinner der ECHL-Playoffs                                           | Colorado Eagles          | Colorado Eagles          |
| Henry Brabham Cup Bestes Team der regulären Saison                             | Toledo Walleye           | Toledo Walleye           |
| E. A. „Bud“ Gingher Memorial Trophy Bestes Team der Eastern Conference         | South Carolina Stingrays | South Carolina Stingrays |
| Bruce Taylor Trophy Bestes Team der Western Conference                         | Colorado Eagles          | Colorado Eagles          |

### All-Star-Teams
| First All-Star Team | First All-Star Team                                   |
| ------------------- | ----------------------------------------------------- |
| Angriff:            | Chad Costello – Matt Garbowsky – Casey Pierro-Zabotel |
| Verteidigung:       | David Makowski – Matt Register                        |
| Tor:                | Riley Gill                                            |

| Second All-Star Team | Second All-Star Team                                   |
| -------------------- | ------------------------------------------------------ |
| Angriff:             | Shane Berschbach – Brendan O’Donnell – David Vallorani |
| Verteidigung:        | Jake Marto – Kevin Schulze                             |
| Tor:                 | Jake Paterson                                          |

| All-Rookie Team | All-Rookie Team                          |
| --------------- | ---------------------------------------- |
| Angriff:        | Mike Cazzola – Tylor Spink – Tyson Spink |
| Verteidigung:   | Kevin Schulze – Nolan Zajac              |
| Tor:            | Landon Bow                               |